# Hodalič
Hodalič je priimek v Sloveniji, ki ga je po podatkih Statističnega urada Republike Slovenije na dan 1. januarja 2010 uporabljalo manj kot 5 oseb.

## Znani nosilci priimka
- Arne Hodalič (*1955), fotograf, biolog, popotnik ...
- Jorg Hodalič (*1953), biolog in naravovarstvenik
- Milan Hodalič (1920-1988), zdravnik splošne prakse, poljudni publicist